# Hipologia

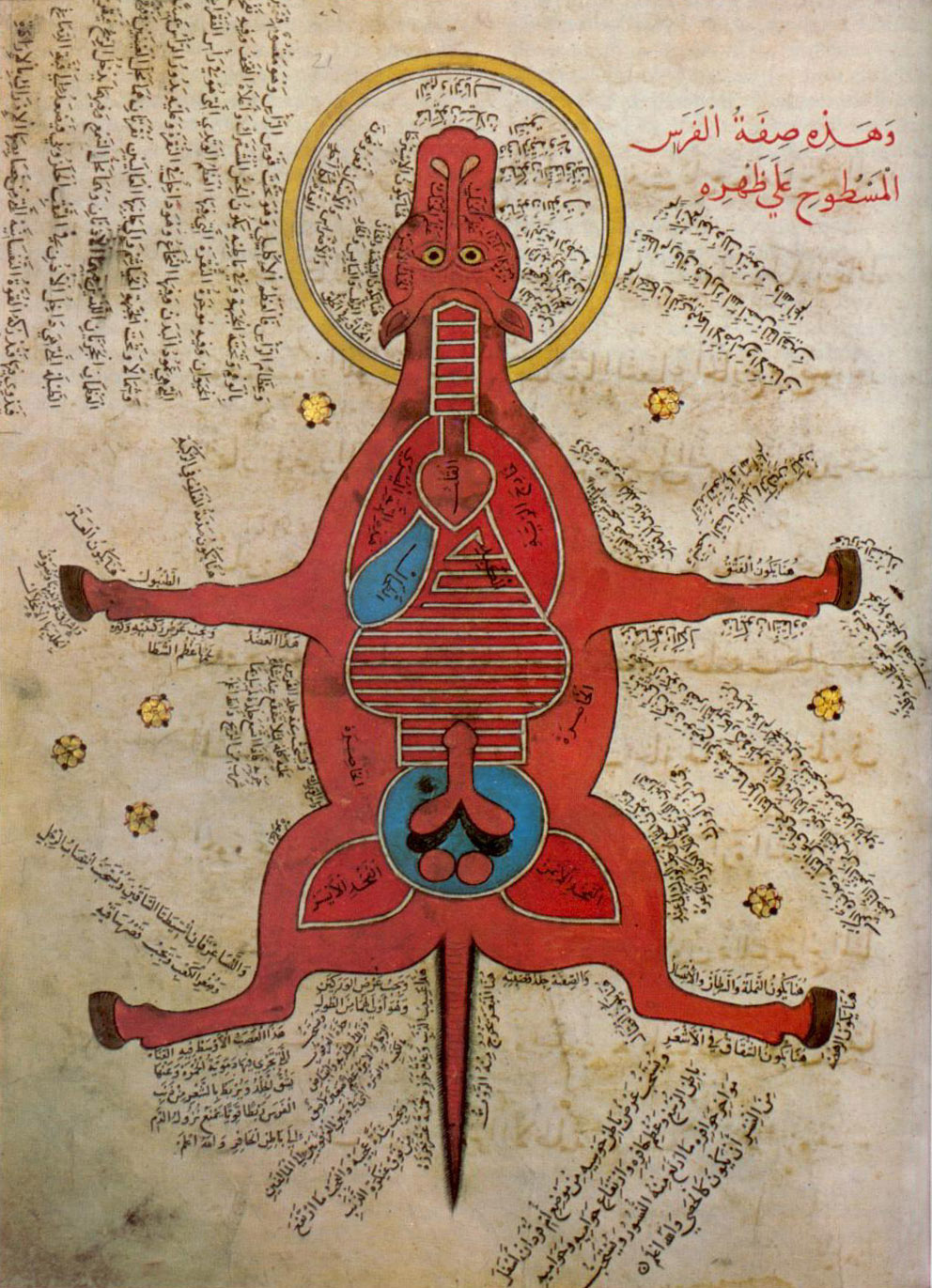
Egipska anatomia konia z XV wieku

Hipologia (z gr. ἵππος = híppos – koń, i λόγος = lógos – słowo, nauka, myśl, rozumowanie) – nauka traktująca o koniu domowym, jego budowie, fizjologii, filogenezie, hodowli i chowie, obejmująca także historię hodowli.